# Rebel Rebel
«Rebel Rebel» es una canción de David Bowie, publicada en 1974 como sencillo del álbum Diamond Dogs. El sencillo alcanzó la posición n.º 5 en las listas de éxitos del Reino Unido y la n.º 64 en las de Estados Unidos.
El sonido para esta canción tiene una notable influencia de The Rolling Stones.

## Actuaciones en vivo
Después de la actuación, el look pirata, junto con el peinado de Ziggy Stardust, se abandonó en favor de la "despedida de espaldas y los trajes cruzados" del Diamond Dogs Tour. El clip de Top Pop más tarde se convirtió en el video semioficial de la canción. 
La canción fue un estándar de los conciertos de Bowie desde el Diamond Dogs Tour hasta el Sound + Vision Tour . Para su actuación en Live Aid en 1985, Bowie interpretó una versión pesada de saxofón .  Después de retirar la canción en su Sound + Vision Tour en 1990, Bowie restauró "Rebel Rebel" para el Tour "Hours ..." . A principios de 2003, grabó una nueva versión, con un arreglo de Mark Plati sin la referencia original a quaaludes. Esto fue publicado en un disco extra que vino con algunas versiones de Reality el mismo año y en la edición del 30 aniversario de Diamond Dogs en 2004. En 2004, la pista se mezcló en una mezcla con la canción de Reality " Never Get Old "; el resultado fue publicado como el sencillo " Rebel Never Gets Old ".

## Lista de canciones
Todas las canciones escritas por David Bowie. 
1. «Rebel Rebel» – 4:20
2. «Queen Bitch» – 3:13

## Créditos
- David Bowie: voz, guitarra
- Herbie Flowers: bajo
- Mike Garson: piano
- Aynsley Dunbar: batería
- Mick Ronson: guitarra en "Queen Bitch"
- Trevor Bolder: bajo en "Queen Bitch"
- Mick Woodmansey: batería en "Queen Bitch"

## Posicionamiento en listas
| Listas (1974)                 | Mejor posición |
| ----------------------------- | -------------- |
| Australia (Kent Music Report) | 6              |
| Belgian single chart          | 6              |
| Dutch Singles Chart           | 8              |
| Finnish Singles Chart         | 7              |
| Irish Singles Chart           | 2              |
| Norwegian Singles Chart       | 9              |
| UK Singles Chart              | 5              |
| French Singles Chart          | 7              |
| Spanish Singles Chart         | 15             |
| Canadian Singles Chart        | 30             |
| German Singles Chart          | 33             |
| US Billboard Hot 100          | 64             |